# Gimme the Loot
Gimme the Loot è un singolo del rapper russo Big Baby Tape, pubblicato il 16 novembre 2018 come primo estratto dal secondo album in studio Dragonborn.

## Descrizione
Il brano è basato su un sample dell'omonima canzone del rapper statunitense The Notorious B.I.G.

## Tracce
Testi e musiche di Egor Olegovič Rakitin.
1. Gimme the Loot – 2:15

## Classifiche
| Classifica (2018) | Posizione massima |
| ----------------- | ----------------- |
| Estonia           | 8                 |
| Lettonia          | 2                 |